# Battaglia di Carrickfergus (1760)
La battaglia di Carrickfergus avvenne nel febbraio 1760 a Carrickfergus, nel Regno d'Irlanda durante la guerra dei sette anni. Una forza di 600 truppe francesi sbarcarono sotto il comando del corsaro François Thurot, sopraffecero la piccola guarnigione della città e catturarono il suo castello.
Quando a Dublino si venne a conoscenza della cattura, il lord luogotenente Duca di Bedford, che temeva (erroneamente) che fosse una finta per attirare le forze britanniche a nord mentre la forza principale francese attaccava Cork o Dublino, inviò un piccolo gruppo di dragoni. Pertanto, la buona parte dell'esercito reale irlandese rimase dove era invece di marciare per assistere l'Ulster.
Thurot tenne la città per cinque giorni, minacciando la vicina Belfast e richiedendo rifornimenti e un riscatto. Di fronte alla mobilizzazione di un gran numero di milizia locale sotto il generale Strode, e l'apparizione dello squadrone della Royal Navy al largo della costa, Thurot reimbarcò le sue forze e lasciò la città.
Thurot fu successivamente ucciso durante la battaglia di Bishops Court, ma la sua impresa di sbarcare in suolo nemico fu largamente omaggiata in Francia e divenne un eroe nazionale, parzialmente perché la sua audacia fu in netto contrasto con l'incompetenza mostrata dagli ufficiali navali francesi nella recente battaglia della baia di Quiberon.